# Гул (Корез)
Гул (фр. Goulles) насеље је и општина у централној Француској у региону Лимузен, у департману Корез која припада префектури Тил.
По подацима из 2011. године у општини је живело 332 становника, а густина насељености је износила 9,94 становника/km². Општина се простире на површини од 33,4 km². Налази се на средњој надморској висини од 550 метара (максималној 624 m, а минималној 278 m).

## Демографија
| 1962. | 1968. | 1975. | 1982. | 1990. | 1999. | 2011. |
| ----- | ----- | ----- | ----- | ----- | ----- | ----- |
| 516   | 548   | 524   | 481   | 413   | 333   | 332   |

График промене броја становника у току последњих година